# عبد الرحمن بن عبد الله النخعي
عَبْدُ الرَحمن بْنُ عَبْدِ الله النَخَّعي هو أحد قادة المختار أبن أبي عبيدة الثقفي وهو شقيق إبراهيم بن الأشتر النخعي ولكنه أخوه لأمه، وهو من الذين ساعدوا المختار الثقفي في القصاص من قتلة الحسين بن علي، قتل في معركة دير الجثاليق من قبل الأمويين في عام 72 هـ.